# Patrik Sundberg
Sven Nils Patrik Sundberg (Österåker, 9 de diciembre de 1975) es un deportista sueco que compitió en esquí acrobático. Ganó una medalla de plata en el Campeonato Mundial de Esquí Acrobático de 2001, en la prueba de baches en paralelo.

## Medallero internacional
| Campeonato Mundial | Campeonato Mundial | Campeonato Mundial | Campeonato Mundial |
| Año                | Lugar              | Medalla            | Competición        |
| ------------------ | ------------------ | ------------------ | ------------------ |
| 2001               | Whistler (Canadá)  | Medalla de plata   | Baches en paralelo |